# Vadzim Likharad
Vadzim Licharad (in bielorusso Вадзім Ліхарад?; Hrodna, 6 settembre 1993) è un sollevatore bielorusso medagliato mondiale ed europeo, che gareggia nella categoria dei pesi leggeri.

## Carriera
Ai campionati europei di Tbilisi del 2015 si classifica al quinto posto mentre ai campionati europei di Spalato del 2017 si piazza al sesto posto nel limite dei 77 kg. Vincitore di due medaglie di bronzo ai campionati mondiali di Aşgabat del 2018 e ai campionati europei di Batumi del 2019 col nuovo limite dei 73 kg., si classifica al quarto posto ai campionati mondiali di Pattaya del 2019.
Nel gennaio del 2020 viene trovato positivo al metabolita Dehydrochoromethyl-testosterone e viene squalificato dalla IWF per quattro anni, fino al gennaio del 2024.